# Omozečnice

Pia mater je vnitřní obalová vrstva kolem mozku

Omozečnice (též pia mater, tedy v překladu „něžná matka“) je jemná prokrvená mozková plena, která těsně přiléhá k povrchu mozku. Kopíruje svým tvarem všechny nerovnosti na povrchu mozku. Tato mozková plena se vyskytuje u savců a u některých ptáků. Má důležitou roli ve výživě mozku: právě z omozečnice se rozbíhá řada cév, jež ho vyživují. Omozečnice však obepíná celou centrální nervovou soustavu, tedy i míchu, kde se však chová úplně stejně jako v hlavové oblasti – těsně obepíná a prokrvuje míchu. Mezi pia mater a míšní pavučnicí jsou mezi výstupy kořenů vazivové výběžky omozečnice (tzv. ligamentum denticulatum), které mají pro míchu zpevňovací funkci. V oku, jehož zadní část je v podstatě mozkového původu, omozečnici odpovídá tzv. cévnatka.
Omozečnice je spolu s pavučnicí derivátem neurální lišty.